# Jefferson Mays

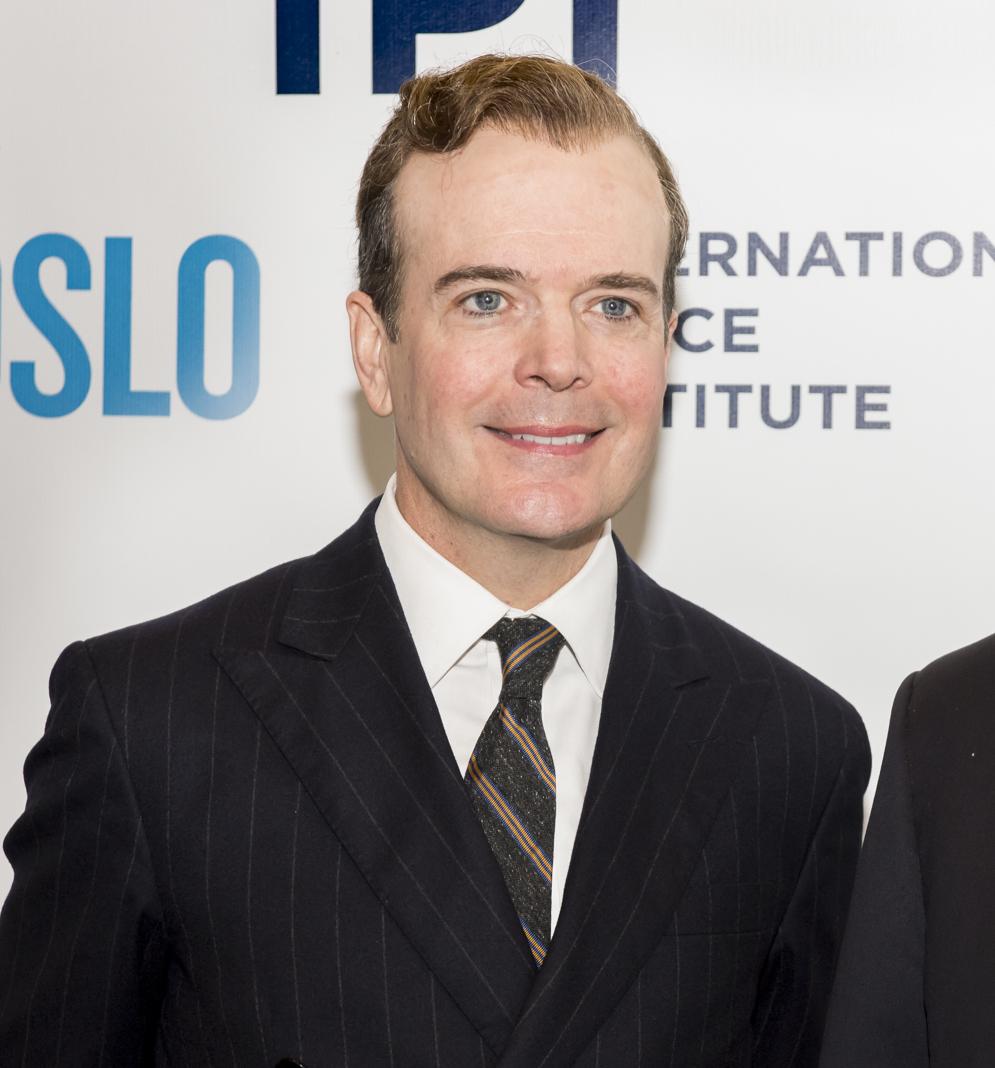
Jefferson Mays (2017)

Lewis Jefferson Mays (* 8. Juni 1965 in New London, Connecticut) ist ein US-amerikanischer Schauspieler. Er ist mehrfacher Preisträger von wichtigen Theaterpreisen, darunter dem Tony Award.

## Leben und Karriere
Jefferson Mays wurde als Sohn eines Marinegeheimdienstoffiziers und einer Bibliothekarin in New London, im US-Bundesstaat Connecticut, geboren, wo er aufwuchs. Er machte seinen Bachelor of Fine Arts am Yale College und erwarb anschließend auch den Master of Fine Arts von der University of California, San Diego. Ursprünglich hatte er, aufgrund seines Interesses für Latein und Griechisch, den Wunsch sich der Klassischen Philologie zuzuwenden, entdeckte jedoch bald in Yale seine Leidenschaft für das Theater. Noch während er in San Diego studierte, begann er am La Jolla Playhouse in Inszenierungen auf der Bühne aufzutreten.
Im Jahr 1988 arbeitete Mays erstmals als Darsteller für das Fernsehen, mit einer Sprechrolle in der Serie Dynaman. 1993 war er als Martin Bradley im Horrorfilm Armee der Zombies zu sehen. 1998 war er als Stidmann in der britisch-US-amerikanischen Filmkomödie Cousine Bette zu sehen. Nach einer Nebenrolle in der Miniserie Liberty! The American Revolution trat Mays 1999 im Filmdrama Die Akte Romero in der Rolle des Garne Strickland auf. 2004 war er in den Filmen Kinsey – Die Wahrheit über Sex und Alfie zu sehen. Im Spielfilm The Notorious Bettie Page aus dem Jahr 2005 stellte er die Figur des Little John dar.
Von November 2003 bis Oktober 2004 stand Mays für das Stück I Am My Own Wife, das auf dem Werk von Doug Wright basiert, auf diversen Theaterbühnen in den Vereinigten Staaten. Für seine Darstellung der Charlotte von Mahlsdorf wurde Mays 2004 mit einem Tony Award als Bester Hauptdarsteller ausgezeichnet. Weitere Auszeichnungen erhielt er mit dem Drama Desk Award und dem Theatre World Award. 2007 stand er für zwei Revivals am Broadway auf der Bühne. In Pygmalion von George Bernard Shaw stellte er die Figur des Henry Higgins dar, in Journey's End, das ursprünglich 1928 von R. C. Sherriff veröffentlicht wurde, stellte Mays die Figur Private Mason dar. 2011 stand er für das Stück Blood and Gifts auf der Bühne, für das er erneut für einen Drama Desk Award nominiert wurde.
Seit 2005 ist Mays auch regelmäßig in Gastrollen im Fernsehen zu sehen. Dazu zählen Auftritte in The Closer, Criminal Intent – Verbrechen im Visier, Law & Order, Fringe – Grenzfälle des FBI, Nurse Jackie, Lie to Me, Detroit 1-8-7, Mildred Pierce, Good Wife, The Americans, The Knick, Unbreakable Kimmy Schmidt, The Blacklist und Westworld. 2008 trat Mays als Daniel Nathanson in der Filmkomödie New York für Anfänger auf. 2014 trat er in den Filmen Hüter der Erinnerung – The Giver und Inherent Vice – Natürliche Mängel auf.
2013 trat Mays im Stück A Gentleman's Guide to Love and Murder am Broadway auf. Für die Darstellung der D'Ysquith-Familie wurde er gemeinsam mit Neil Patrick Harris mit dem Drama Desk Award in der Kategorie Bester Hauptdarsteller in einem Musical ausgezeichnet. 2016 stellte er den norwegischen Diplomaten und Soziologen Terje Rød-Larsen im Stück Oslo dar. Auch für diese Darstellung erhielt er erneut Nominierungen bei wichtigen Theaterpreisen. 2020 steht er für das Revival des Musicals The Music Man auf der Bühne.
Von 2014 bis 2016 spielte Mays eine kleine Nebenrolle in der Serie Law & Order: Special Victims Unit. 2017 war er als William Maxwell in der Biografie-Verfilmung Rebel in the Rye über das Leben J. D. Salingers zu sehen. 2018 trat er als Gilbert Longabaugh im Western The Ballad of Buster Scruggs von Ethan und Joel Coen im Segment The Gal Who Got Rattled auf. 2019 stellte er in der Miniserie I Am the Night den Arzt George Hodel dar.

## Privates
Mays ist seit 2003 mit der australischen Film- und Theaterschauspielerin Susan Lyons verheiratet. Zu seinen Lieblingsreisezielen zählt er die Städte Rom, Berlin und Sydney.

## Filmografie (Auswahl)
- 1988: Dynaman (Fernsehserie)
- 1991: This Week in Joe's Basement (Fernsehserie, Episode 1x25)
- 1993: Armee der Zombies (Ghost Brigade)
- 1994: Some Folks Call It a Sling Blade (Kurzfilm)
- 1995: The Low Life
- 1997: Unsere Liebe darf nicht sterben (Hudson River Blues)
- 1997: Liberty! The American Revolution (Miniserie, 6 Episoden)
- 1998: Cousine Bette (Cousin Bette)
- 1999: Die Akte Romero (The Big Brass Ring)
- 2002: Benjamin Franklin (Fernsehdoku, drei Episoden)
- 2004: Kinsey – Die Wahrheit über Sex (Kinsey)
- 2004: Alfie
- 2005: The Closer (Fernsehserie, Episode 1x12)
- 2005: The Notorious Bettie Page
- 2006: Memoirs of My Nervous Illness
- 2008: Criminal Intent – Verbrechen im Visier (Law & Order: Criminal Intent, Fernsehserie, Episode 7x19)
- 2008: New York für Anfänger (How to Lose Friends & Alienate People)
- 2009: Law & Order (Fernsehserie, Episode 19x10)
- 2009: Fringe – Grenzfälle des FBI (Fringe, Fernsehserie, Episode 1x18)
- 2010: Nurse Jackie (Fernsehserie, Episode 2x09)
- 2010: God in America (Fernsehserie, Episode 1x01)
- 2010: Lie to Me (Fernsehserie, Episode 3x04)
- 2010: Detroit 1-8-7 (Fernsehserie, 2 Episoden)
- 2011: Mildred Pierce (Miniserie, Episode 1x04)
- 2011: Good Wife (The Good Wife, Fernsehserie, Episode 3x06)
- 2014: My America (Fernsehserie, Episode 1x07)
- 2014: The Cask of Amontillado (Fernsehfilm)
- 2014: Hüter der Erinnerung – The Giver (The Giver)
- 2014: Ned Rifle
- 2014: Inherent Vice – Natürliche Mängel (Inherent Vice)
- 2014–2016: Law & Order: Special Victims Unit (Fernsehserie, 7 Episoden)
- 2015: I Am Michael
- 2015: The Americans (Fernsehserie, 4 Episoden)
- 2015: The Knick (Fernsehserie, Episode 2x02)
- 2015–2016: Unbreakable Kimmy Schmidt (Fernsehserie, 2 Episoden)
- 2017: Rebel in the Rye
- 2017: Duel (Kurzfilm)
- 2018: The Ballad of Buster Scruggs
- 2018: Curated (Kurzfilm)
- 2019: I Am the Night (Fernsehserie, 6 Episoden)
- 2019: The Blacklist (Fernsehserie, Episode 7x05)
- 2020: Westworld (Fernsehserie, Episode 3x05)
- 2020: Perry Mason (Fernsehserie, 5 Episoden)
- 2020: Charles Dickens’ A Christmas Carol
- 2021: Hacks (Fernsehserie, Episode 1x02)
- 2021: Macbeth
- 2022: Julia (Fernsehserie, 4 Episoden)
- 2023: Seneca – Oder: Über die Geburt von Erdbeben (Seneca, Stimme)
- 2025: Rebuilding

## Auszeichnungen und Nominierungen (Auswahl)
Drama Desk Award
- 2004: Auszeichnung in der Kategorie Beste Einzelperformance für I Am My Own Wife
- 2012: Nominierung in der Kategorie Bester Hauptdarsteller in einem Theaterstück für Blood and Gifts
- 2014: Auszeichnung in der Kategorie Bester Hauptdarsteller in einem Musical für A Gentleman's Guide to Love and Murder

Outer Critics Circle Award
- 2012: Nominierung in der Kategorie Bester Hauptdarsteller in einem Theaterstück für Blood and Gifts
- 2014: Auszeichnung in der Kategorie Bester Hauptdarsteller in einem Musical für A Gentleman's Guide to Love and Murder

Theatre World Award
- 2004: Auszeichnung in der Kategorie Bester Hauptdarsteller für I Am My Own Wife

Tony Award
- 2004: Auszeichnung in der Kategorie Bester Hauptdarsteller für I Am My Own Wife
- 2017: Nominierung in der Kategorie Bester Hauptdarsteller in einem Theaterstück für Oslo